# Nils Uddenberg
Nils Uddenberg, född 29 juli 1938 i Lund, är en svensk läkare och författare. Han är docent i psykiatri och etiskt sakkunnig i Gentekniknämnden. Uddenberg har även gjort en nyöversättning av Charles Darwin till svenska för 2000-talet.
Nils Uddenberg disputerade 1974 i psykiatri vid Lunds universitet. År 2000 gavs han professors namn av regeringen. 2001 invaldes han som ledamot av Skogs- och Lantbruksakademien. Hans verk i två band Idéer om livet belönades 2003 med Augustpriset för bästa fackbok.
2005 utsågs Uddenberg av Föreningen Vetenskap och Folkbildning till årets folkbildare för sina kunniga och tänkvärda beskrivningar av människan och hennes historia med utgångspunkt från såväl humaniora som biologi, och inte minst det evolutionära perspektivet.
Nils Uddenberg är en folkbildare och har medverkat i ett stort antal TV- och radioprogram med diskussioner om människan, filosofi och etik.

## Priser och utmärkelser
- 2000 – Professors namn
- 2003 – Augustpriset, fackbokspriset för Idéer om livet[3]
- 2003 – Gleerups facklitterära pris
- 2004 – Natur & Kulturs kulturpris[4]
- 2005 – Årets folkbildare[5]
- 2016 – John Landquists pris[6]
- 2020 – Axel Hirschs pris av Svenska Akademien[7]